# 馬什維爾鎮區 (北卡羅萊納州尤寧縣)
馬什維爾鎮區（英語：Marshville Township）是位於美國北卡羅萊納州尤寧縣的一個鎮區。

## 地方資料
馬什維爾鎮區的面積為201.50平方千米，皆為陸地。根據2020年美國人口普查的數據，當地共有人口9734人，而人口密度為每平方千米48.31人。